# Livry-Gargan
Livry-Gargan ist eine französische Gemeinde mit 46.507 Einwohnern (Stand 1. Januar 2022) im Département Seine-Saint-Denis in der Region Île-de-France. Die Einwohner werden Livryens genannt.
Bürgermeister ist seit 2014 Pierre-Yves Martin. Er übernahm das Amt von dem ehemaligen Eiskunstlauf-Weltmeister Alain Calmat, der es seit 1995 innegehabt hatte.

## Städtepartnerschaften
- Fürstenfeldbruck (Deutschland)
- Haringey (England)
- Cerveteri (Italien)
- Almuñécar (Spanien)

## Persönlichkeiten
- Georges-Auguste Louis (1882–1967), römisch-katholischer Geistlicher und Bischof
- Pierre Magne (1906–1980), Radrennfahrer
- Mickaël Pereira (* 1987), Fußballspieler
- Solenn Compper (* 1995), Leichtathletin
- Cassandre Beaugrand (* 1997), Triathletin
- Thérence Koudou (* 2004), französisch-ivorischer Fußballspieler